# Silica
Silica je obec na Slovensku v okrese Rožňava. Nachází se na Silické planině v Slovenském krasu. Žije v ní 519 obyvatel.

## Historie
První písemná zmínka o vesnici je z roku 1340.

## Pamětihodnosti
Ve vsi stojí opevněný kostel Reformované křesťanské církve. Jde původně o románskou stavbu z druhé poloviny 13. století. Nedaleko vesnice se nachází vzácný přírodní výtvor Silická lednice a dva kilometry severovýchodně od ní leží Jašteričie jazero.